# Trong từng nhịp thở
Trong từng nhịp thở (tên gốc tiếng Anh: Breathe) là một phim điện ảnh chính kịch tiểu sử năm 2017 do Andy Serkis đạo diễn từ phần kịch bản viết bởi William Nicholson. Phim có sự tham gia diễn xuất của Andrew Garfield, Claire Foy, Hugh Bonneville, Tom Hollander, Ed Speleers và Dean-Charles Chapman, kể câu chuyện về Robin Cavendish, một người đàn ông bị liệt toàn thân từ phần cổ trở xuống do mắc bệnh bại liệt ở tuổi 28.
Trong từng nhịp thở được ra mắt tại Liên hoan phim quốc tế Toronto lần thứ 42 vào ngày 11 tháng 9 năm 2017. Phim được công chiếu tại Mỹ bởi Bleecker Street vào ngày 13 tháng 10 năm 2017, tại Việt Nam vào ngày 20 tháng 10 năm 2017, và tại Vương quốc Anh bởi STXinternational vào ngày 27 tháng 10 năm 2017.

## Nội dung
Robin Cavendish là một thanh niên trẻ tuổi, đầy mơ mộng và hoài bão. Tại một buổi tiệc ngoài trời, anh phải lòng nàng tiểu thư xinh đẹp thuộc dòng dõi quý tộc trong thị trấn là Diana. Tình yêu của họ đi ngược lại lẽ thường, không tương đồng về cả tầng lớp lẫn địa vị xã hội nên không được gia đình cô gái ủng hộ. Nhưng vượt lên tất cả, theo tiếng gọi của trái tim, hai người vẫn đến bên nhau. Diana rời xa cuộc sống nhung lụa để theo chồng đến châu Phi, trở thành phu nhân của một thương nhân môi giới trà.
Họ sống quãng đời ngắn ngủi đẹp nhất trong suốt cuộc đời ly kỳ cho đến khi biến cố xảy đến. Robin bị phát hiện mắc chứng bại liệt toàn thân đúng lúc hai vợ chồng chuẩn bị chào đón đứa con trai đầu lòng. Anh đứng trước lựa chọn giữa cái chết để giải thoát và sự sống vì những người yêu thương mình. Bất chấp tất cả những lời khuyên của các bác sĩ, Diana quyết định đưa anh về nhà tự tay chăm sóc. Tình yêu giống như liều thuốc duy nhất đã giúp Robin vượt lên được khuyết tật của bản thân, sống một cuộc đời hạnh phúc và trở thành nhà hoạt động vì quyền lợi của những bệnh nhân bại liệt.

## Diễn viên
- Andrew Garfield vai Robin Cavendish
- Claire Foy vai Diana Cavendish
- Tom Hollander vai Bloggs và David Blacker
- Hugh Bonneville vai Teddy Hall
- Dean-Charles Chapman vai Jonathan Cavendish
- Miranda Raison vai Mary Dawnay
- Stephen Mangan vai Bác sĩ Clement Aitken
- Jonathan Hyde vai Bác sĩ Entwistle
- Ed Speleers vai Colin Campbell
- Diana Rigg vai Lady Neville

## Sản xuất
Con trai của Robin Cavendish, Jonathan Cavendish, người đang vận hành hãng sản xuất Imaginarium Productions cùng với đạo diễn Andy Serkis, đã ủy nhiệm William Nicholson thực hiện phần kịch bản của phim. Jonathan Cavendish cũng đồng thời cũng trở thành một trong những nhà sản xuất của phim. Anh phát biểu trong một bài phỏng vấn với tờ London Evening Standard rằng trong quá trình sản xuất phim, anh muốn lưu giữ được những điều kỳ cục mà anh còn nhớ khi còn là một đứa trẻ.
Trong quá trình quay phim, Garfield phải giữ nguyên tư thế bất động do mọi nhu cầu hàng ngày của nhân vật Cavendish như tắm rửa đều phải nhờ người khác giúp đỡ, "Nhưng chúng tôi vẫn phải cho mọi người thấy Robin và Diana vẫn còn cuốn lấy nhau về mặt tình cảm...Điều tuyệt vời chính là mọi người xung quanh Robin đều trở thành chính cơ thể của anh ấy. Anh ta trở thành bậc thầy của tất cả mọi sáng chế này." Garfield miêu tả Diana là một người còn hơn cả bạn đời, và là "cách mà Robin tiếp cận thế giới. Anh ấy có một sự tin cậy vô cùng to lớn, cả về mặt thể chất lẫn tinh thần, vào Diana." Điều này được ảnh hưởng từ mối quan hệ của Garfield với Claire Foy, người vào vai Diana, "Tôi sẽ đối xử với cơ thể của cô ấy như chính cơ thể tôi." Garfield giải thích rằng anh có dành nhiều thời gian với Diana, Jonathan cùng những người bạn và gia đình họ ngoài đời thật, và nhờ đó anh có thể mang đến một chút gì đó trong tính cách của Robin lên màn ảnh, và làm "thoáng hiện lên người đàn ông bên trong chiếc máy thở".

## Phát hành
Tháng 9 năm 2016, Bleecker Street mua được quyền phân phối Trong từng nhịp thở tại thị trường Mỹ. Tháng 2 năm, STX Entertainment sở hữu quyền phân phối bộ phim tại Vương quốc Anh.
Phim được ra mắt tại Liên hoan phim quốc tế Toronto lần thứ 42 vào ngày 11 tháng 9 năm 2017. Phim cũng được công chiếu tại sự kiện Opening Night Gala thuộc Liên hoan phim London. Phim được công chiếu tại Mỹ bởi Bleecker Street vào ngày 13 tháng 10 năm 2017, tại Việt Nam vào ngày 20 tháng 10 năm 2017, và tại Vương quốc Anh bởi STXinternational vào ngày 27 tháng 10 năm 2017.

## Tiếp nhận

### Đánh giá chuyên môn
Trên hệ thống tổng hợp kết quả đánh giá Rotten Tomatoes, phim nhận được 66% lượng đồng thuận dựa theo 147 bài đánh giá, với điểm trung bình là 6,4/10. Các chuyên gia của trang web nhất trí rằng, "Diễn xuất vượt trội của cặp đôi ăn ý trong Trong từng nhịp thở đã giúp bổ sung thêm một khía cạnh cho một bộ phim tiểu sử ấm lòng đang cố gắng tiếp cận câu chuyện thật của nó." Trên trang Metacritic, phần phim đạt số điểm 51 trên 100, dựa trên 28 nhận xét, chủ yếu là những nhận xét hỗn tạp.

### Giải thưởng
| Năm  | Giải thưởng                                        | Hạng mục                                  | Đề cử                                                   | Kết quả   |
| ---- | -------------------------------------------------- | ----------------------------------------- | ------------------------------------------------------- | --------- |
| 2017 | Liên hoan phim Philadelphia lần thứ 26             | Giải Archie – Phim điện ảnh xuất sắc nhất | Andy Serkis                                             | Đề cử     |
| 2017 | Liên hoan phim Heartland lần thứ 26                | Giải phim điện ảnh cảm động nhất          | Andy Serkis, Imaginarium Productions và Bleecker Street | Đoạt giải |
| 2017 | Giải thưởng phim độc lập Vương quốc Anh lần thứ 20 | Hóa trang xuất sắc nhất                   | Jan Sewell                                              | Đề cử     |
| 2017 | Giải thưởng phim độc lập Vương quốc Anh lần thứ 20 | Âm thanh xuất sắc nhất                    | Đội ngũ âm thanh                                        | Đề cử     |